# Nikołaj Bajrjakow
Nikołaj Nikołaew Bajrjakow (bułg. Николай Николаев Байряков; ur. 5 września 1989)  – bułgarski zapaśnik walczący w stylu klasycznym. Olimpijczyk z Rio de Janeiro 2016, gdzie zajął piąte miejsce w kategorii 85 kg.
Dziewiąty na mistrzostwach świata w 2017. Siedemnasty na Igrzyskach europejskich w 2015 i dziesiąty w 2019. Brązowy medalista mistrzostw Europy w 2017 roku.